# Planetsken

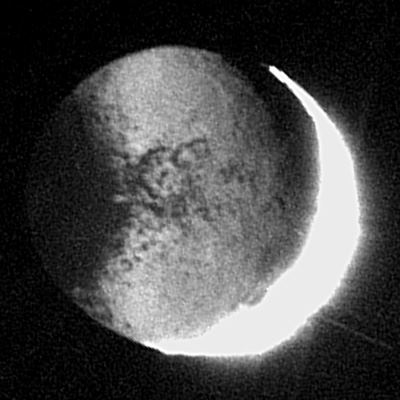
Iapetus upplyst av Saturnussken.

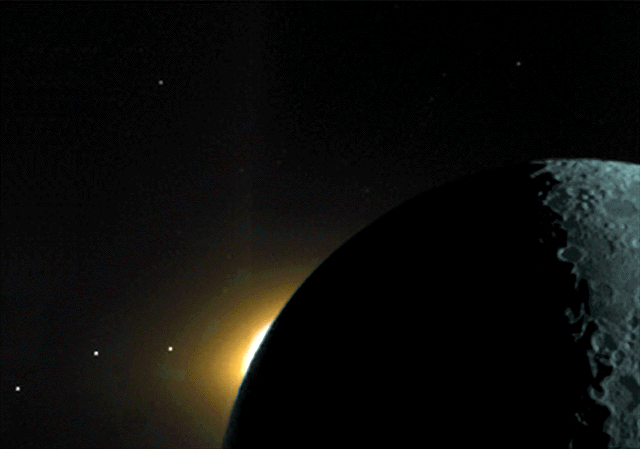
Månen upplyst av jordsken. Bilden togs 1994 av rymdsonden Clementine.

Planetsken uppstår då reflekterat solljus från en planet lyser upp nattsidan av någon av planetens naturliga satelliter. Den mest kända varianten är jordskenet. Rymdsonden Cassini har lyckats fotografera Saturnus "ringsken", som uppstår då solljuset reflekteras av Saturnus ringsystem och ljuset sedan färdas mot Saturnus eller någon av dess naturliga satelliter.

Diagram för planetsken.

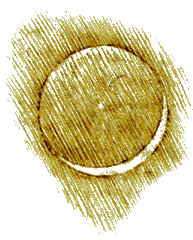
Leonardo da Vincis sketch över halvmånen med jordsken i hans Codex Leicester, skriven mellan 1506 och 1510.

Fenomenet med jordsken beskrevs bland annat under tidigt 1500-tal av Leonardo da Vinci.

### Fotnoter
1. ↑  ”Cassini Solstice Mission: Saturn by Ringshine”. NASA. Arkiverad från originalet den 1 januari 2015. https://web.archive.org/web/20150101195112/http://saturn.jpl.nasa.gov/photos/imagedetails/index.cfm?imageId=3236. Läst 20 september 2014.
2. ↑  ”Jordskenet på månen bevisar liv på vår hemplanet”. Cassiopejabloggen. Astronomiska sällskapet Tycho Brahe. 29 februari 2012. http://www.astb.se/cassiopeiabloggen/?p=27975. Läst 20 september 2014.